# شهرستان کرازبی (تگزاس)
شهرستان کرازبی، تگزاس (به انگلیسی: Crosby County, Texas) یک سکونتگاه مسکونی در ایالات متحده آمریکا است که در تگزاس واقع شده‌است.

## خصوصیات
شهرستان کرازبی ۲٬۳۳۶٫۱۸ کیلومترمربع مساحت دارد.

## نگارخانه

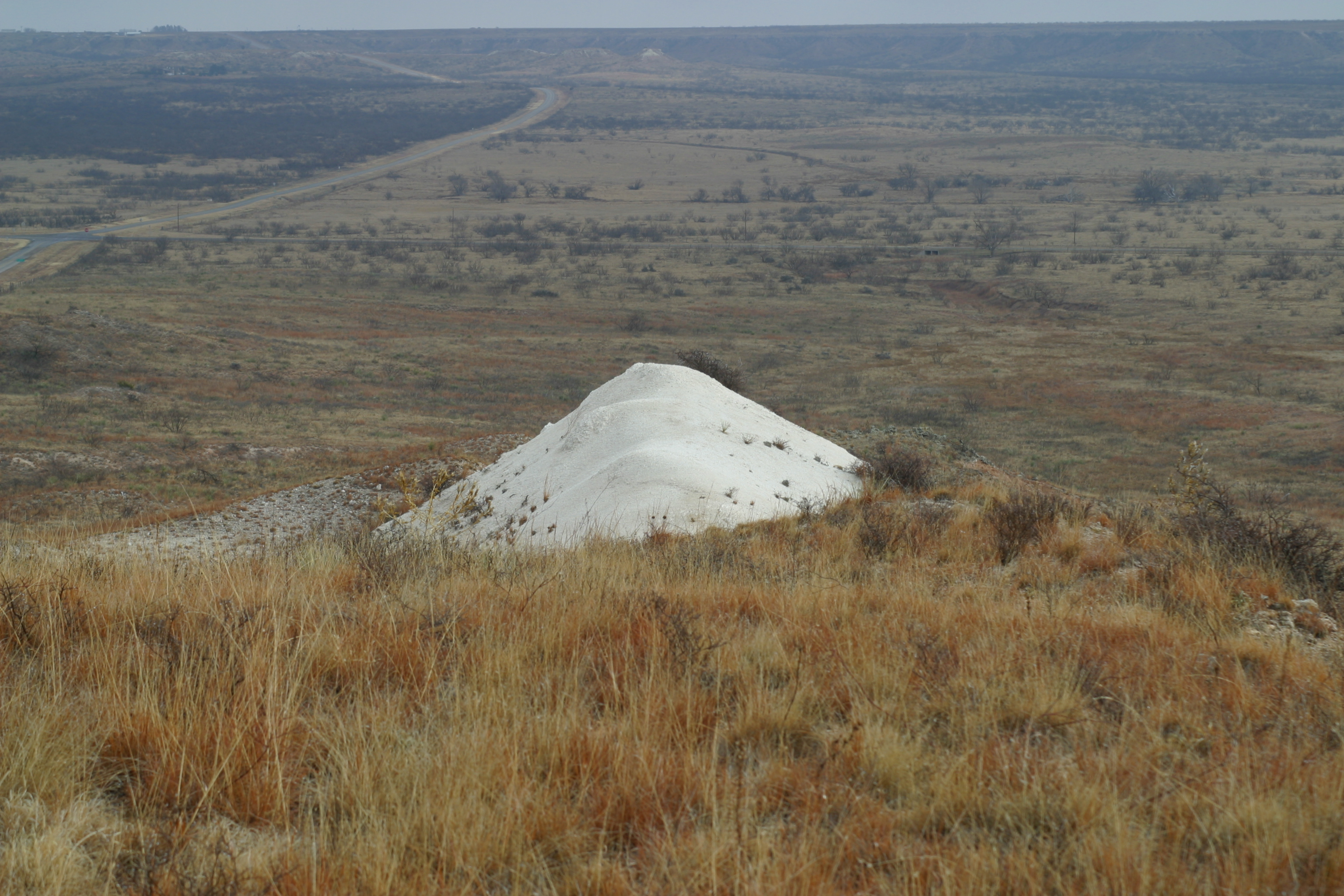
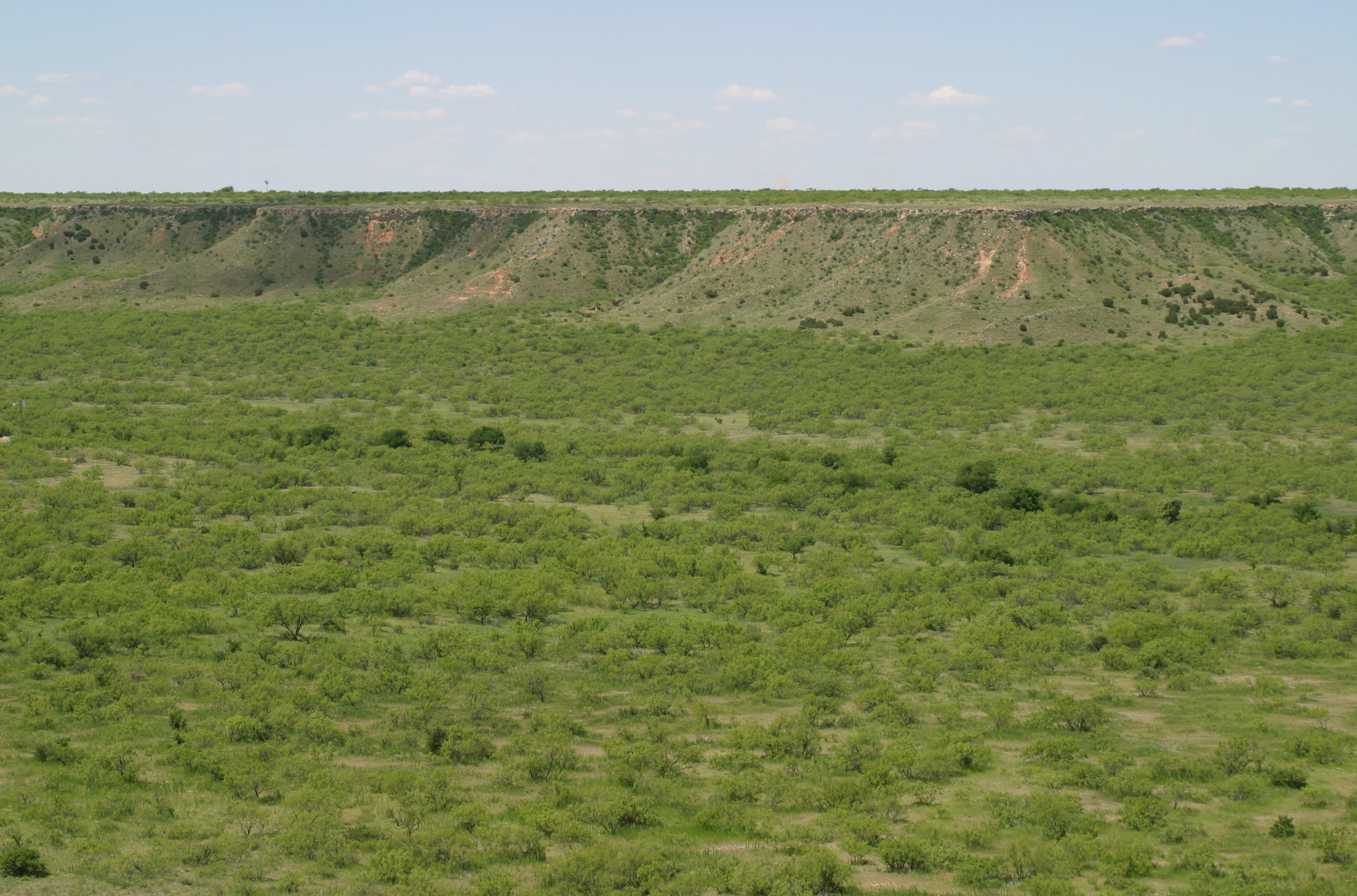
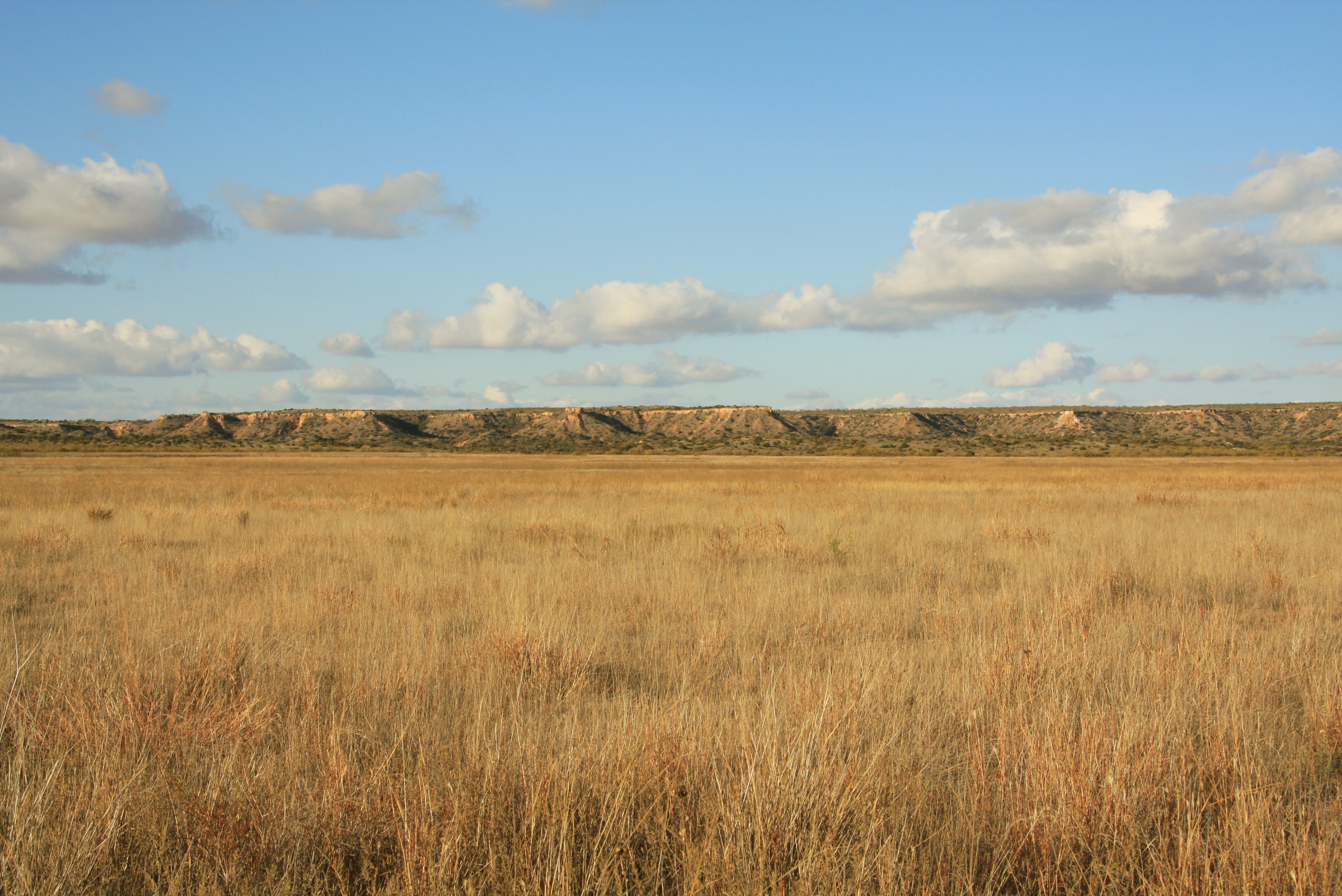